# عمر الوادي
نسبة إلى وادي القرى الذي بين المدينة والشام. وكان من قدماء المهندسين الإسلاميين، ذكره ياقوت في معجم البلدان في كلامه على الوادي فقال ما نصه: (زاذان مولى عثمان بن عفان المعروف بعمر الوادي المغني، وكان مهندسًا في أيام الوليد ين يزيد بن عبد الملك ولما قُتل هرب، وهو أستاذ حكم الوادي). وذكره أبو الفرج الأصفهاني في كتاب الأغاني فقال: (إن جده زاذان كان مولى عمرو بن عثمان بن عفان، وأن عمر هذا كان مهندسًا وكان طيب الصوت شجيّه فتعلم الغناء وأتقنه واتصل بالوليد بن يزيد فتقدم عنده جدٍّا وقتل الوليد وهو يغنيه فكان آخر العهد به، وله أخبار معه مذكورة في هذا الكتاب.)